# Otto Kant
Otto Kant (geboren am 24. Juni 1899 in Berlin, gestorben 1960 oder 1962 in Springfield) war ein deutscher Psychiater.

## Leben und Werdegang
Er war der Sohn von Therese Kant, geb. Raske und Adolf Kant, Kaufmann in Berlin. Sein Bruder war der spätere Arzt und Psychiater Fritz Kant. Er besuchte das Friedrichswerder'sche Gymnasium bis zu seiner Notreifeprüfung 1917 und war dann „Frontkämpfer“ und hat im Januar und März 1919 „an der Bekämpfung beider Spartakistenaufstände in Berlin […] teilgenommen“.
Sein Studium absolvierte er an den Universitäten Berlin, Heidelberg, Bonn, Freiburg, Göttingen und München; Er schloss 1920 das Physikum in Bonn und 1923 das medizinische Examen in Göttingen ab, wo er 1924 den Doktortitel erwarb.
Am 9. September 1925 heiratete er Bertha Kauffmann (1895–1987). Otto Kant war Psychiater, Neurologe und Privatdozent an der Eberhard Karls Universität Tübingen, nachdem er in Göttingen an der Heil- und Pflegeanstalt bei Geheimrat Schultze (September 1923 bis Juni 1924) und in Berlin als Volontärassistent an der 3. Medizinischen Poliklinik bei Geheimrat Goldscheider ausgebildet worden war.
Kant war seit März 1931 Privatdozent und von Januar 1925 bis März 1935 als zunächst Volontär- und Hilfsassistent, seit März 1925 als Assistenzarzt an der Universitätsnervenklinik Tübingen tätig. Zum 1. April 1935 verließ er die Klinik. Robert Eugen Gaupp attestierte ihm im Bemühen um eine Krankenkassenzulassung, als Direktor der Tübinger Universitäts-Nervenklinik, dass „sein Verbleib in der Nervenklinik bis zum 1. April 1935 in gewissem Sinne auch im Interesse der Klinik lag“, da er dort „einen grossen Teil der schwierigen Arbeit an der Klinik gut und gewissenhaft erledigte. Wie wenig ihm jüdische Eigenschaften unangenehmer Art äusserlich und innerlich anhaften, mag daraus hervorgehen, dass niemand in der Klinik vor 1933 daran gedacht hatte, er könnte nicht rein arischer Abstammung sein. Er ist alter Corpstudent, Kriegsteilnehmer, hat in seinem Auftreten etwas Vornehmes und Bescheidenes, ist wissenschaftlich begabt und hat sich auch hier an der Klinik mit schwierigen wissenschaftlichen Problemen sehr vielfach beschäftigt.“ Otto Kant floh, wie sein Bruder Fritz, „der 1934 als sogenannter Nicht-Arier aufgrund des sogenannten Gesetzes zur Wiederherstellung des Berufsbeamtentums in die Emigration getrieben wurde“, in die Vereinigten Staaten, wo er weiter als Psychiater wirken konnte.

## Werk
In seiner Habilitationsschrift Zur Biologie der Ethik, die in die vom Wiener Kreis herausgegebene Schriftenreihe „Schriften zur wissenschaftlichen Weltauffassung“ aufgenommen wurde, orientiert sich der Robert-Eugen-Gaupp-Schüler Otto Kant auf empirischer Grundlage u. a. an Sigmund Freud. Er entwickelt eine Theorie des Schuldgefühls und unterscheidet dabei ein reales und ein fiktives, und kritisiert Friedrich Nietzsche für die Ableitung des Schuldgefühls aus einem „Willen zur Macht“, da damit z. B. eine Bereitschaft zur Selbstaufgabe nicht erklärt werden könne. In seiner realen Form liege ein Konflikt der Gesamtpsyche zwischen „tierischen“ Impulsen und einem moralischen Ich-Ideal vor. Otto Kant verfolgt die sich daraus ergebenden Implikationen für die Psychopathologie und die Ethik.
Sein psychodynamisches Verständnis der Schizophrenie wurde, wie das seines Bruders Fritz Kant, „in Deutschland sowohl von den Heidelberger Phänomenologen (weil sie keine reinen Phänomenologen waren) als auch von den Psychoanalytikern (weil sie keine Psychoanalytiker waren) abgelehnt. Aber alle kannten ihre Arbeiten und zitierten daraus immer wieder. In der amerikanischen Emigration haben sie beide ihre Schizophrenieforschungen fortgesetzt, wurden dort aber wenig verstanden, so daß sie schließlich sowohl in Deutschland wie in den USA vergessen wurden.“